# Sanaá
Sanaá (også stavet Sanaa og Sana; arabisk: صنعاء, tr. San'a) er hovedstad i Yemen. Sanaá er ifølge Yemens forfatning landets hovedstad på trods af, at sædet for den internationalt anerkendte regering flyttede til Aden i kølvandet på houthiernes overtagelse af magten i Sanaá. Aden blev udråbt til midlertidig hovedstad af præsident Abd Rabbuh Mansur Hadi i marts 2015.
Sanaá har været beboet i mere end 2.500 år og er en af de ældste kontinuerligt beboede byer i verden. I en højde på omkring 2300 m, er det også en af de højest beliggende hovedstæder i verden. Sana'a har 2.957.000(2015)indbyggere, hvilket gør den til Yemens største by.
Sanaás gamle by, der blev indskrevet på UNESCOs verdensarvsliste i 1986, er karakteristisk med den unikke arkitektur, der især kommer til udtryk i det særegne etagebyggeri dekoreret med geometriske mønstre. I den gamle by ligger Sanaás al-Jami'al-Kabir moske, der er kendt som den første moské bygget uden for Mekka og Medina.

## Historie

### Den nuværende situation
Efter foreningen af Yemen blev Sanaá udpeget hovedstad i den nye republik Yemen. Byen huser præsidentpaladset, parlamentet, højesteret og landets ministerier. Den største arbejdsgiver er de statslige institutioner. På grund af massiv indvandring fra landdistrikterne er Sanaá vokset langt ud over den gamle by, hvilket har skabt et stort pres på byens infrastruktur og kommunale tjenester, især vand.
Sanaá blev i 2004 valgt som Arabisk Kulturby af Den Arabiske Liga. I 2008 blev Al-Saleh moskeen med plads til omkring 40.000 bedende indviet.
Den 21. maj 2012 blev Sanaá angrebet af en selvmordsbomber, hvorved 120 soldater omkom.
Efter kampe mellem houthioprørere og Hadis regeringsstyrker fra den 16. til den 21. september 2014 erklærede houthierne den 21. september at have kontrol over Sanaá.
Den 21. februar 2015 flygtede Hadi fra præsidentpaladset i Sanaá til Aden, efter at houthierne havde belejret paladset i en måned.
Den 12. juni 2015 bombede den saudiarabisk ledede luftstyrke de shiamuslimske oprørere og deres allierede og beskadigede huse, der er på UNESCOs verdensarvsliste i det historiske centrum af hovedstaden, alvorligt.
UNESCO har fordømt de saudiarabisk-ledede luftangreb på Sanaás gamle by. Irina Bokova, generaldirektør for UNESCO, udtalte:
"Jeg er dybt bedrøvet over tabet af menneskeliv samt den skade påført en af verdens ældste juveler af islamisk byarkitektur, ... jeg er chokeret over at se billederne af disse storslåede fleretagers højhuse og fredfyldte haver reduceret til murbrokker."

## Sanaás gamle bydel
Sanaás gamle bykerne blev i 1986 optaget på UNESCO's Verdensarvsliste. Den gamle, befæstede by har været befolket i mere end 2500 år og har en stor rigdom af arkitektoniske mesterværker. Store satsninger for at redde nogle af de ældste bygninger var i gang, nogle af dem er mere end 400 år gamle. Indenfor bymurene, som er 6-9 meter høje, ligger mere end 100 moskéer, 12 hammams (badstuer) og 6500 beboelseshuse. Mange af husene ser ud som antikke skyskrabere. Et af de mest populære turistmål er Suq al-Milh (Saltmarkedet), hvor det ikke blot er muligt at købe salt, men også brød, krydderier, rosiner, bomuld, kopper, krukker, sølvsmykker, antikviteter og en mængde andre ting. Den majestætiske 600-tals-moské al-Jami'al-Kabir (Store Moské) er én af de ældste i verden. Bab al-Yaman (Yemenporten) er en ikonprydet byport, der er over 700 år gammel.